# 𐞯
Cette page contient des caractères spéciaux ou non latins. S’ils s’affichent mal (▯, ?, etc.), consultez la page d’aide Unicode.
𐞯, appelée t hameçon en exposant, t hameçon supérieur ou lettre modificative t hameçon, est un symbole phonétique de certaines variantes de l’alphabet phonétique international. Il est formé de la lettre t hameçon ‹ ʈ › mise en exposant.

## Utilisation
Dans certaines transcriptions de l’alphabet phonétique international (API), ‹ 𐞯 › est utilisé pour indiquer l’articulation occlusive rétroflexe, par exemple [𐞯ɳ] pour transcrire une consonne nasale rétroflexe voisée pré-occlusive en arrernte (arrernte central/oriental) et en kaytetye (en),, ou [𐞯ɭ] pour transcrire une consonne spirante latérale rétroflexe voisée pré-occlusive du martuthunira,. Le d hameçon en exposant ‹ 𐞋 › peut aussi être utilisé.

## Représentations informatiques
La lettre modificative t hameçon peut être représenté avec les caractères Unicode suivants (Latin étendu – F) :
| formes       | représentations | chaînes de caractères | points de code | descriptions                            | note                            |
| ------------ | --------------- | --------------------- | -------------- | --------------------------------------- | ------------------------------- |
| modificative | 𐞯               | 𐞯                     | U+107AF        | lettre modificative minuscule t hameçon | codé pour le symbole phonétique |